# Déli Háromszög csillagkép

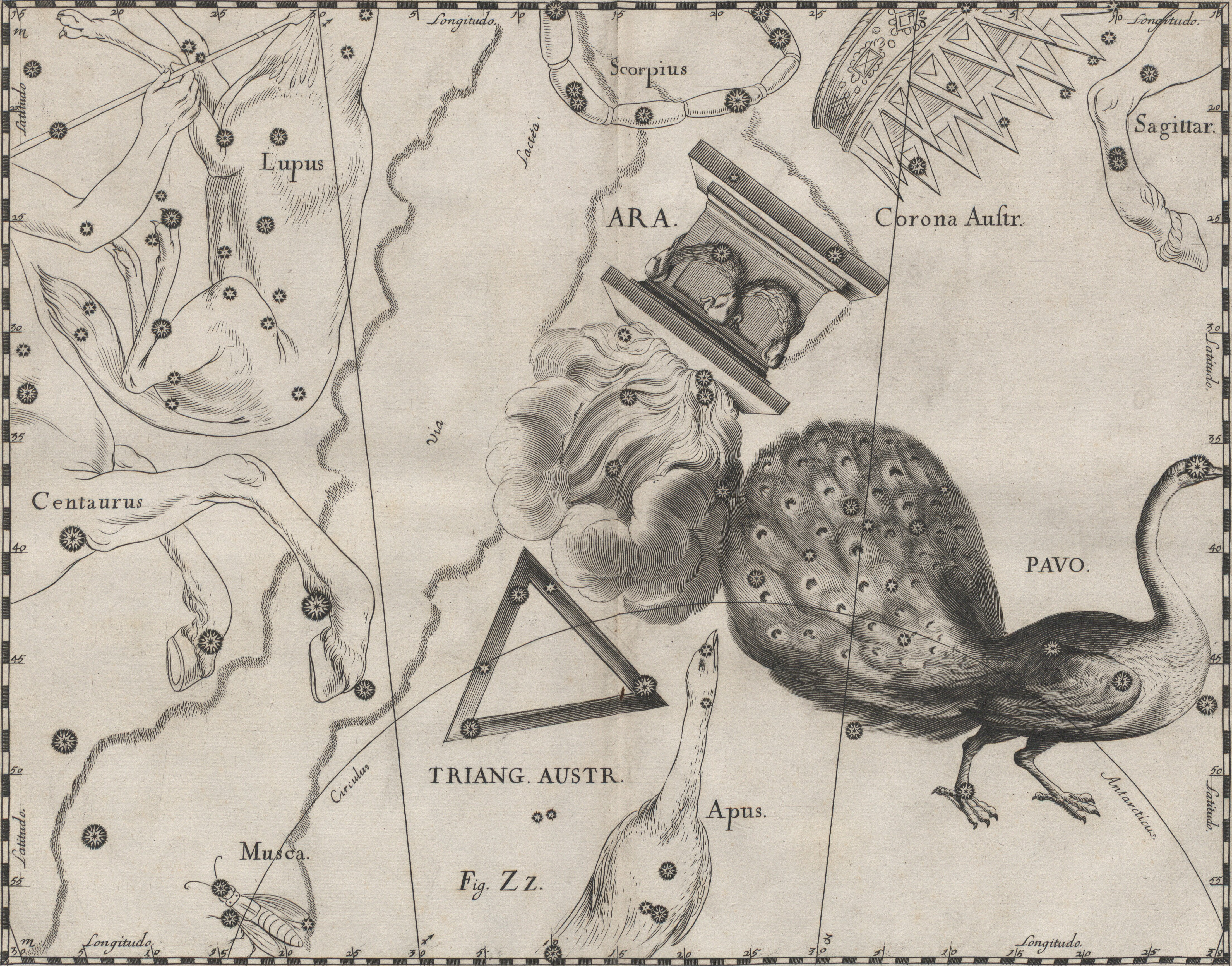
A Déli Háromszög

A Déli Háromszög (latin: Triangulum Australe) egy csillagkép.

## Története, mitológia
A csillagépet Pieter Dirkszoon Keyser és Frederic de Houtman holland hajósok figyelték meg az 1500-as években. Petrus Plancius vezette be 1589-ben, és látható azon a 32,5 cm. átmérőjű éggömbön, amit Jacob Floris van Langren tett közzé Amszterdamban. A csillagkép ott van az 1597-ben vagy 1598-ban Amszterdamban Plancius és Jodocus Hondius által kiadott 35 cm-es éggömbjén, a rajza pedig először Johann Bayer német csillagász 1603-ban kiadott Uranometriájában látható.
Latinul Déli háromszögnek hívják, megkülönböztetve az északi égbolton lévő Háromszögtől.

A ’’Déli háromszög’’ csillagkép

## Látnivalók
Kis méretű, de könnyen azonosítható csillagkép.

### Csillagok
- α Trianguli Australs: 1,9 magnitúdójú, narancssárga színű csillag, 416 fényév távolságra van a Földtől.
- β TrA: 124 fényévnyire lévő, kék színű, harmadrendű csillag.
- γ TrA: 4 magnitúdós csillag, a színe kék, a távolsága 117 fényév.
- δ TrA: 35 fényév távolságra lévő csillag, a fényrendje 4,9m, a színe sárga.

### Mélyég-objektumok
- NGC 6025 nyílthalmaz